# Getingdans
Getingdans är en novellfilm i regi av David Färdmar med manus av Lisa Linnertorp efter romanen Maude danser av Knut Faldbakken. I rollerna syns Lisa Linnertorp, Reine Brynolfsson, Siw Malmkvist, Sven Holm, Kenneth Milldoff, Karin Bergquist och Adam Lundgren. Novellfilmen är producerad av David Färdmar och Frida Hallberg på Rolands Hörna Film. Filmen vann Best Swedish Novella Film/Audience Award på Göteborg International Film Festival 2011.